# 民事訴訟法
民事訴訟法（みんじそしょうほう、平成8年6月26日法律第109号、英語: Code of Civil Procedure）は、民事訴訟に関する手続に関する日本の法律である。
主務官庁は、法務省民事局である。旧来の民事訴訟法に対して、適正かつ迅速な民事訴訟制度の構築を図ることを目的に新法として制定された。1998年（平成10年）1月1日施行。

## 概要
旧民事訴訟法は、日本初の本格的な民事訴訟法として1890年（明治23年）に制定された。ドイツの法学者ヘルマン・テッヒョーの起草によるものである。1926年（大正15年）にオーストリア民事訴訟法典の影響を受けた大きな改正（大正15年法律第61号）が行われた。経て、その後ほぼ70年の間、部分的な改正のみが行われ用いられ続けた。
当初の旧民事訴訟法には、民事執行手続や民事保全手続に関する規定も含まれていたが、執行手続については1979年（昭和54年）に競売法と統合して民事執行法が、保全手続については1989年（平成元年）に民事保全法が、それぞれ別の法律として独立した。
現行法が施行されたことに伴い、旧民事訴訟法は「公示催告手続及ビ仲裁手続ニ関スル法律」と題名を変えて残った。その後仲裁法が制定されたことに伴い、仲裁手続部分を削除し、公示催告手続のみを規定する「公示催告手続ニ関スル法律」と再度題名改正し存続した。さらに、公示催告手続につき改良した手続を旧非訟事件手続法に加える改正がされ、平成17年4月1日に廃止された。
制定当初から大正の大改正までの旧民事訴訟法をさらに「旧々民事訴訟法」と呼ぶことがある。旧々民事訴訟法の法制をめぐる研究は、ほとんどなくなってきている。たとえば、現行民事訴訟法第5条1号の財産権をめぐる特別裁判籍は旧民事訴訟法5条の義務履行地の特別裁判籍をそのまま引き継いだものであるが、旧々民事訴訟法第18条の契約の成立にかかる特別裁判籍を拡張し、契約の成立が立証できなくとも適用されるようになった経緯の論文は少ない。また、現行民事訴訟法第249条2項の弁論の更新は旧民事訴訟法で創設されたものであるが、旧々民事訴訟法の母法であるドイツでは裁判官の転勤がないため、不都合を生じた解決のためだったということがあげられる。
なお、民事訴訟法は、公権力の主体として国家とこれに支配される私人との間の裁判権行使の関係を規律する法規であるので、公法に属する。

## 構成
第一編　総則
- 第一章　通則
- 第二章　裁判所
  - 第一節　日本の裁判所の管轄権
  - 第二節　管轄
  - 第三節　裁判所職員の除斥及び忌避
- 第三章　当事者
  - 第一節　当事者能力及び訴訟能力
  - 第二節　共同訴訟
  - 第三節　訴訟参加
  - 第四節　訴訟代理人及び補佐人
- 第四章　訴訟費用
  - 第一節　訴訟費用の負担
  - 第二節　訴訟費用の担保
  - 第三節　訴訟上の救助
- 第五章　訴訟手続
  - 第一節　訴訟の審理等
  - 第二節　専門委員等
    - 第一款　専門委員
    - 第二款　知的財産に関する事件における裁判所調査官の事務等

  - 第三節　期日及び期間
  - 第四節　送達
  - 第五節　裁判
  - 第六節　訴訟手続の中断及び中止
- 第六章　訴えの提起前における証拠収集の処分等
- 第七章　電子情報処理組織による申立て等

第二編　第一審の訴訟手続
- 第一章　訴え
- 第二章　計画審理
- 第三章　口頭弁論及びその準備
  - 第一節　口頭弁論
  - 第二節　準備書面等
  - 第三節　争点及び証拠の整理手続
    - 第一款　準備的口頭弁論
    - 第二款　弁論準備手続
    - 第三款　書面による準備手続
- 第四章　証拠
  - 第一節　総則
  - 第二節　証人尋問
  - 第三節　当事者尋問
  - 第四節　鑑定
  - 第五節　書証
  - 第六節　検証
  - 第七節　証拠保全
- 第五章　判決
- 第六章　裁判によらない訴訟の完結
- 第七章　大規模訴訟等に関する特則
- 第八章　簡易裁判所の訴訟手続に関する特則

第三編　上訴
- 第一章　控訴
- 第二章　上告
- 第三章　抗告

第四編　再審
第五編　手形訴訟及び小切手訴訟に関する特則
第六編　少額訴訟に関する特則
第七編　督促手続
- 第一章　総則
- 第二章　電子情報処理組織による督促手続の特則

第八編　執行停止

## 民事訴訟手続で採られる原則
民事訴訟においては、訴訟係属中の審理の進行については裁判所が主導権を有する職権進行主義が採用されているが、訴訟の内容面については主導権を当事者に与える当事者主義が採用されている。そして、当事者主義の内容として処分権主義、弁論主義といった原則が採用されている。後述の通り、処分権主義は訴訟手続に外在的な問題であるのに対し、弁論主義は訴訟手続に内在的な問題である点で異なる。

### 処分権主義
訴訟手続の開始、審判範囲の特定、訴訟手続の終了については、当事者の自律的な判断に委ねられるという原則のことである。民事訴訟の対象となる私人間の権利関係については私的自治の原則が認められるため、この原則を民事訴訟手続にも反映したものといえる。
訴訟手続の開始
私人間に権利関係をめぐる紛争があっても、裁判所としては、当事者から紛争を解決したい旨の申立て（訴え）がなければ訴訟手続を開始することはしない。一見当たり前のようであるが、訴訟以外の裁判所の手続中には、申立てがなくても職権で手続を開始するものもある（例えば、民事再生手続で再生計画案が認可されなかった場合の職権による破産手続開始決定など）。
審理範囲の特定
裁判所は、当事者（具体的には原告）によって特定された権利関係についてのみ判断をする。例えば、500万円を支払えという趣旨の訴訟が係属したとして、裁判所は審理の結果600万円請求する権利が認められるという心証を得たとしても、超過する100万円分については訴えの対象になっていないため、500万円を支払えという内容の裁判しかできない。
訴訟手続の終了
いったん訴訟が係属した場合といえども、当事者は開始された訴訟手続をその意思により終了させることができる。具体的には、原告が訴えを取り下げた場合（ただし、被告が本案について答弁をした場合は被告の同意が必要）、訴訟上の和解が成立した場合、請求の放棄・認諾があった場合には、判決をせずに訴訟手続が終了する。

### 弁論主義
職権探知主義の対義語。通説によると、資料（事実と証拠）の収集・提出を当事者の権限および責任とする建前のこととされ、具体的には以下の三つの内容に分けて考えられる。なお、弁論主義の適用される事実は主要事実に限られ、間接事実や補助事実には適用されないというのが通説である点に注意を有する。
民事訴訟において弁論主義が採用される根拠としては、私的自治の訴訟上の反映とする説（本質説ないし私的自治説）が通説である。これを前提に、近年は、当事者が訴訟資料を限定できる権能とそれによる責任こそが弁論主義の本質であり、当事者が訴訟資料を提出できる権能（攻撃防御方法提出権、弁論権）とそれによる責任は職権探知主義にも妥当するものであって両者は区別すべきだとする議論が有力化しつつある。
第1テーゼ（当事者が主張しない事実の扱い）
その事実を当事者が主張しなければ、判断の基礎とすることはできない。例えば、貸金返還請求訴訟において、被告が既に弁済していることが証拠上認められる場合であっても、当事者が弁済の事実を主張していない限り（例えば、そもそも消費貸借契約自体が不成立という争い方しかしていない場合など）、弁済の事実があったことを前提に判断をすることはできない（現行民事訴訟法第246条）。
第2テーゼ（当事者間に争いのない事実の扱い）
その事実について、当事者間に争いがない事実はそのまま判断の基礎としなければならない。例えば、貸金返還請求訴訟において、被告が既に弁済していることが証拠上認められる場合であっても、被告自身が未だ弁済していないという自己に不利益な事実を認めている場合は、弁済をしていないことを前提に判断しなければならない。
しかしこの場合も、通説ではそのまま判断の基礎とされる当事者間に争いがない事実とは主要事実であるとされているため、間接事実にかかわる証拠や自白において、たとえ当事者間に争いがなかったとしても、必ずしもそれがそのまま判断の基礎とされるわけではない。
第3テーゼ（職権証拠調べの禁止）
事実認定の基礎となる証拠は、当事者が申し出たものに限定される。例えば、貸金返還請求訴訟において、被告が既に弁済したか否か証拠上はっきりしない場合で、裁判所としては別の証拠があれば事実認定できると考えた場合でも、当事者が申出をしない限りその別の証拠を調べることはできない（現行民事訴訟法第219条。ただし第207条、215条、228条3項の場合を除く）。
なお、大正旧民事訴訟法第261条では職権による証拠調べがあったが、第2次大戦後に刑事訴訟法全面改正時に削除された経緯がある。

### 判例
- 最高裁 (2008-06-10), 損害賠償請求事件, 判決, 民集 (228):  181.